# Каталонське горно

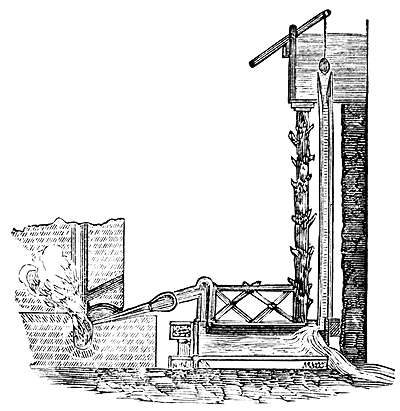
Каталонське горно. Загальний вигляд. Видно власне горно і систему подачі повітря у горно.

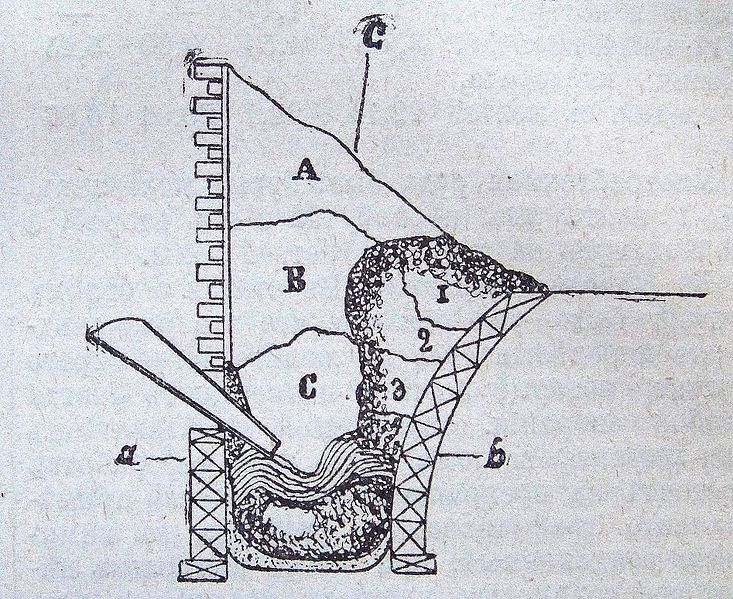
Каталонське горно.

Катало́нське го́рно — горно, що використовувалося для прямого отримання заліза з залізної руди. З'явилося внаслідок вдосконалення сиродутного горна. На відміну від сиродутного горна, процес отримання заліза в каталонському горні був непреривчастий, що різко підвищило продуктивність горнів. Каталонські горна з'явилися спершу у Каталонії у Х—ХІ століттях, а потім і у французьких Піренеях.
Сучасники виділяли три модифікації каталонського горна: власне каталонське горно — найбільший за розмірами і продуктивністю, а також наваррський і біскайський горни дещо менших розмірів.
Параметри горнів були такими: довжина від 0,6 до 1,2 м, ширина 0,6—1,0 м, глибина 0,5—0,8 м. Таким чином, об'єм робочого простору піренейських горнів становив лише 0,3—0,9 м³, тобто в 5—10 разів менше, аніж штюкофенів і осмундських пічей, що з'явилися майже в той самий час у Північній Європі, а проте вони практично не поступалися їм у продуктивності.
Каталонське горно у середньовічних Іспанії і Франції використовувалося тільки для заводського виробництва металу.

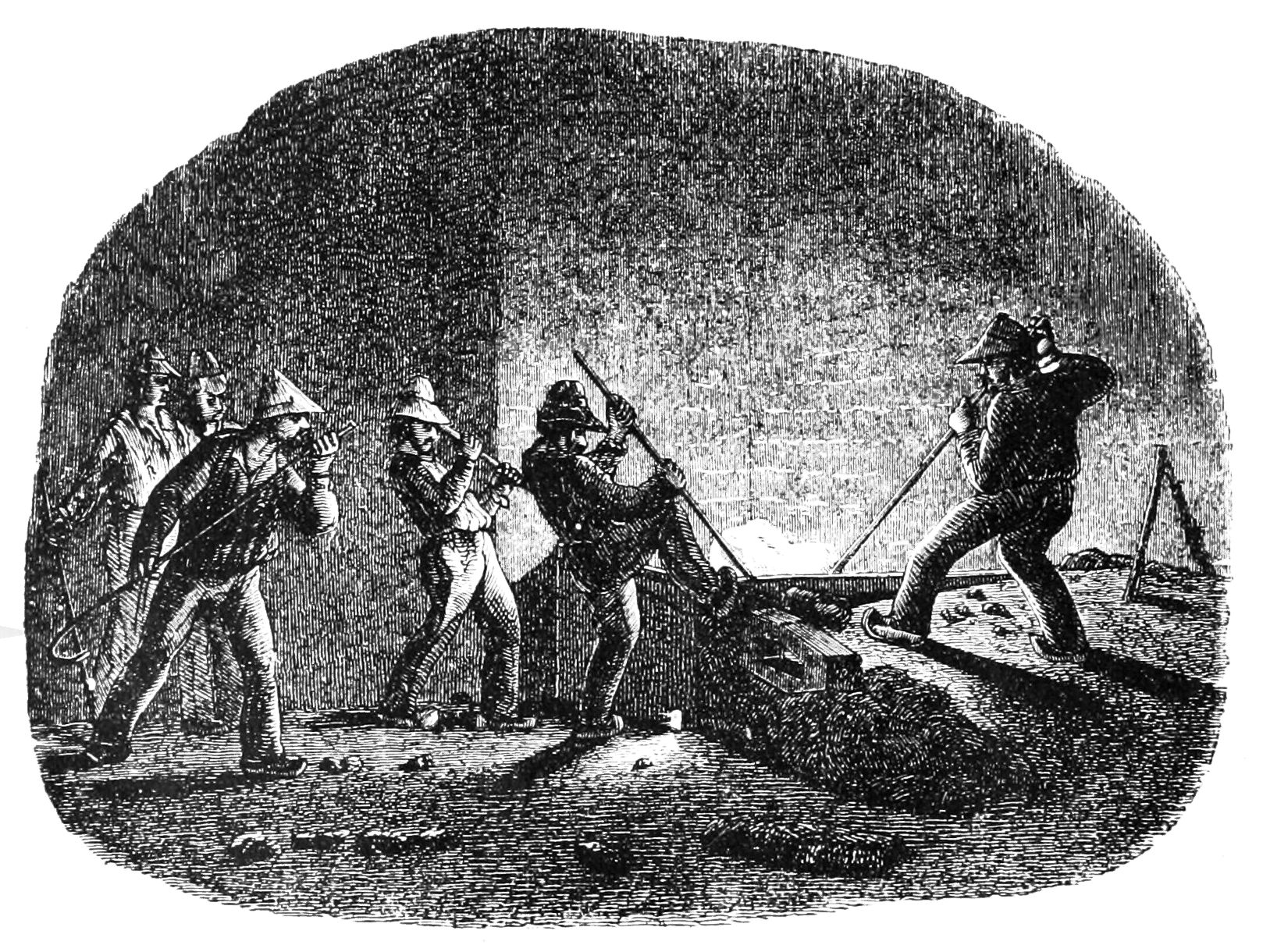
Виймання криці з каталонського горна.

На кожному залізоробному заводі будували не менш як 10 каталонських горнів. Вони розміщувалися вздовж однієї спільної стіни, збудованої з боку річки, на якій облаштовувались водоналивні колеса, що приводили у дію дуттьові міхи. Ця стінка звалася «заводською». З нею межували «фурменна» і «протифурменна» стінки. У фурменній стіні під кутом близько 40° від рівня землі встановлювалась конічна трохи сплющена фурма з червоної міді довжиною близько 20 і діаметром 2—3 дюйми. Протифурменна стінка робилася зі значним нахилом назовні і виконувалася з зігнутим склепінням для зручності виймання криці з горну. У чоловій стіні передбачалися отвори для ломів і випуску шлаку, а також спеціальний пристрій для встановлення спеціальної залізної дошки, що змінювала кут нахилу для регулювання завантаження у горно шихтових матеріалів.
Наводимо уривок з праці Георга Агріколи De Re Metallica (1556 р.), який саме присвячений опису конструкції плавильної печі:
| Стіна печі споруджується з цегли або каменів. Товщина її – 2 фути і таке ж число долонь – додає печі міцності, необхідної для витримування великого навантаження. Висота стіни - 15 футів, а довжина залежить від числа працюючих печей. Зазвичай буває шість печей, рідко – більше, а частіше – менше. Три стіни печі, а саме: задню, що примикає до «другої» стіни, і дві бічні краще будувати з природного каменю, ніж із цегли. Остання швидко руйнується і викришується, коли плавильник збиває після плавки настилі, застиглі на стінах. Природний камінь краще чинить опір дії вогню та служитиме довше, особливо якщо він м'який і вільний від тріщин. Навпаки, твердий камінь, схильний до тріщин, під дією вогню розтріскується і руйнується. Вогонь послаблює печі, побудовані з такого каменю, а при збиванні настилів стіни розвалюються на шматки. Передню стіну печі будують з цегли; в нижній частині її роблять гирло (шириною 1 п'ядь і висотою 1 1/2 фути), в якому влаштовують горн. Ще до його встановлення в задній стіні на висоті 1 ліктя роблять отвір (канал) довжиною 3 п'яді, косо спрямований догори. У другій стіні в місці, де на задній стороні є склепіння, також робиться отвір довжиною 1 фут. Через обидва ці отвори вставляють залізну або бронзову трубу, до якої закріплюють насадки міхів. Висота передньої стінки печі не перевищує 5 футів, завдяки чому зручно завантажувати в неї руду та інші речовини, які потрібні для плавки. Висота кожної з бічних стінок печі дорівнює 6 футів, а задньої стінки – 7 футів; товщина їх дорівнює 1 п'яді. Внутрішній простір печі має ширину 1/4 фути, а довжину 11/2 фути і 1 палець, якщо за ширину приймати відстань між бічними стінками, а за довжину – відстань між передньою і задньою стінками. Верхня частина печі робиться трохи ширше. У другій стінці влаштовують двері. При шести печах – їх дві: перші між другою і третьою печами, другі – між четвертою та п'ятою, ширина їх – 1 лікоть, висота – 6 футів, що дозволяє плавильникам входити і виходити через них, не відчуваючи незручності. Необхідно ще мати двері праворуч від першої печі і зліва від останньої, незалежно від того, чи продовжується далі стіна чи ні. Друга стіна продовжується в тому випадку, якщо до приміщення плавильних печей примикає приміщення вторинних печей, відокремлене перегородкою. |

## Виноски
1. ↑  Full text of De Re Metallica. Архів оригіналу за 3 травня 2006. Процитовано 29 липня 2017.